# Uperoleia borealis
Espèce
Statut de conservation UICN

 LC  : Préoccupation mineure
Uperoleia borealis est une espèce d'amphibiens de la famille des Myobatrachidae.

## Répartition
Cette espèce est endémique du Nord de l'Australie. Elle se rencontre de l'Est la région de Kimberley en Australie-Occidentale jusqu'à l'Est du Territoire du Nord. Elle est présente jusqu'à 600 m d'altitude. Son aire de répartition couvre environ 36 500 km2.

## Publication originale
- Tyler, Davies & Martin, 1981 : Australian frogs of the leptodactylid genus Uperoleia Gray. Australian Journal of Zoology, Supplemental Series, vol. 29, no 79, p. 1-64.